# Ренгартен, Владимир Павлович
Владимир Павлович Ренгартен (12 [24] июля 1882, Ташкент — 10 июля 1964, Ленинград) — советский учёный-геолог и палеонтолог, член-корреспондент АН СССР (1946). Лауреат Сталинской премии второй степени (1948).

## Биография
Родился в Ташкенте в семье горного инженера.
Окончил классическую гимназию в Екатеринославле с золотой медалью (1901) и Горный институт (1908) в Санкт-Петербурге.
Начиная со студенческих лет работал в Геологическом комитете. Старший геолог Геологического комитета (1918—1929), Института геологической карты (1932—1934), Центрального научно-исследовательского геологоразведочного института (ЦНИГРИ) (1934—1948; 1963—1964). Старший научный сотрудник Всесоюзного геологического института (ВСЕГЕИ) (1939—1942).
В 1942—1947 годах работал в Институте геологических наук АН СССР.
Директор Центрального научно-исследовательского геологического музея им. Ф. Н. Чернышёва (1947—1949).
В 1950—1955 годах — сотрудник Лаборатории геологии угля АН СССР, затем Лаборатории аэрометодов АН СССР (1955—1964).
Автор работ по региональной геологии, главным образом тектонике, стратиграфии, палеонтологии Кавказа. Провёл тектоническое районирование Кавказа, сравнив его с Памиром. Разработал стратиграфические схемы меловых отложений Кавказа.
Доктор геолого-минералогических наук (1935), профессор (1938). Член-корреспондент АН СССР (1946).
Похоронен на Богословском кладбище Санкт-Петербурга.

## Научно-практическая деятельность
В 1912 году открыл Ушкорскую антиклиналь, простирающуюся в субширотном направлении между реками Фортангой и Камбилеевской. В 1915—1916 годах по заданию Геологического комитета организовал на сопке Богучан разведку и добычу дефицитного плавикового шпата. В 1926 году предложил первую схему тектонической зональности Кавказа.
В 1951 году опубликовал биостратиграфическую схему нижнего мела Кавказа, которая продолжительное время использовалась как эталонная.

## Публикации
Работы Ренгартена посвящены региональной геологии многих областей Кавказа, восточного склона Урала, Памира и Амурской области, среди них:
- Фауна меловых отложений Ассинско-Камбилеевского района // Труды Геол. комитета. Нов. сер. — Вып.147. — С.1—132.
- Горная Ингушетия. Геологические исследования в долинах рек Ассы и Камбилеевки на Северном Кавказе. — М.; Л.: Геологическое изд-во Главного Геолого-разведочного Управления, 1931. — 195 с.
- Опорные разрезы нижнемеловых отложений Дагестана. — М.; Л.: изд-во АН СССР. — 87 с.
- Опорные разрезы верхнемеловых отложений Дагестана. — Москва; Ленинград: Издательство «Наука», 1965 — 99 с.

## Награды
- 1946 — Медаль «За доблестный труд в Великой Отечественной войне 1941—1945 гг.»
- 1948 — Сталинская премия 2-й степени — за монографию «Северный Кавказ»[9].
- 1949 — орден Ленина.
- 1955 — орден Трудового Красного Знамени.
- 1958 — Заслуженный деятель науки и техники РСФСР.